# I turbamenti del giovane Törless
I turbamenti del giovane Törless (Die Verwirrungen des Zöglings Törleß) è l'esordio letterario dello scrittore austriaco Robert Musil, pubblicato per la prima volta nel 1906: si tratta di un romanzo di formazione, che racconta la storia di un giovane cadetto militare disorientato, alla ricerca di valori morali sicuri all'interno del sistema sociale in cui si trova a vivere ed il significato che questi assumono per lui.
Nel 1966 il regista Volker Schlöndorff ha trasposto la storia in un omonimo film in cui il giovane Törless è interpretato da Mathieu Carrière.

## Trama
L'opera racconta le esperienze di Törless, proveniente da un'ottima famiglia dell'impero austro-ungarico; ciò gli permette di studiare in un rigido ed esclusivo collegio militare, dove si trova a vivere con i suoi amici esperienze sia eterosessuali che omosessuali, nonché compiere atti di forza e brutalità virile (con atteggiamenti anche di pesante bullismo) nei confronti di un altro giovane, un ragazzo loro compagno di studi di nome Basini. Questi subisce sevizie varie e viene ricattato per un furto commesso, di cui i commilitoni Beineberg e Reiting sono venuti a conoscenza; se fosse arrivato alle orecchie dei superiori ciò l'avrebbe portato alla sicura immediata espulsione dal collegio. Invece di andare a denunciarlo all'autorità degli adulti scelgono di farsi giustizia da sé; le torture si fanno così via via che passa il tempo sempre più spietate fino a sfiorar il sadismo.
Gli abusi, da psicologici che erano all'inizio, si fanno un po' alla volta fisici e finanche ferocemente sessuali (seppur mai esplicitamente descritti, ma sempre solo allusi). Basini masochisticamente sembra voler continuare a sopportare tutto in silenzio anche quando, dopo essere stato privato d'ogni dignità, si è screditato di fronte all'intera classe. Comincia così ad essere periodicamente violentato; si rivela sempre più un omosessuale esplicito, in un qualche modo addirittura complice lui stesso degli abusi subiti, come quando pare provare piacere davanti alle aggressioni sessuali ripetute di Beineberg e ai "giochini" di Reiting. I due aggressori compensano l'attrazione fisica che provano per Basini degradandolo moralmente.
Il giovane Törless sembra esprimere inizialmente il giudizio più duro nei confronti dell'effeminato, privo di forza di volontà e vizioso Basini (si sente difatti interiormente attratto ma anche respinto da lui); ciò lo porta presto ad unirsi ai due persecutori: egli osserva i fatti quasi fosse uno scienziato alle prese con un esperimento che tenta di comprendere, cercando di capire dentro di sé la differenza sussistente tra il suo esteriore "io razionale" che vuole giudicare con impassibilità e la parte più oscura e nascosta della sua anima, quella che intimamente partecipa allo stupro. Ma questo crescente disgusto provato dal ragazzo di fronte alla passività fisica e morale di Basini lo rende infine incapace di proseguire oltre in questo gioco tra schiavo e carnefici: quando il tormento diviene per lui insopportabile arriva a consigliare segretamente a Basini di andare presto a costituirsi dal preside, uscendo così dalla situazione di vicolo cieco in cui s'è cacciato.
Törless ad un certo punto capisce che non vuole più farsi complice di tali atti e giunge ad accusare gli altri due aguzzini di comportarsi inutilmente in modo brutale. Reiting e Beineberg allora se la prendono a male per gli insulti pubblici ricevuti da parte di Törless davanti al loro capro espiatorio e decidono così per vendetta di rivelare a tutti il furto commesso, per coprire dei debiti contratti, da Basini; lo denunciano all'intera compagnia e lasciano poi che i compagni di classe facciano il resto. Törless è sempre più contrariato ed infine Basini preferisce andare a costituirsi dal direttore piuttosto che subire ulteriori umiliazioni: ottiene in tal modo l'espulsione dalla scuola. In conclusione i suoi persecutori Reiting e Beineberg vengono percepiti come degli eroi il cui solo intento era quello di redimere il “peccatore”. Törless, dopo aver fatto uno strano discorso "filosofico" davanti alle autorità scolastiche riunite per dibattere sull'accaduto (si mette a discettar del divario che esiste tra razionale ed irrazionale), viene richiamato dai responsabili dell'istituto, i quali decidono che quel ragazzo è troppo intellettualmente raffinato e giungono a suggerire alla famiglia che sia istruito privatamente. Törless così abbandona la scuola quasi in una fuga precipitosa.

## Personaggi
- Törless

Prende costantemente la posizione di un osservatore che raramente interviene attivamente nell'azione. I suoi pensieri prendono spesso forma in prima persona, assumendo la voce stessa del narratore, ad esempio nelle lettere regolari inviate ai genitori. Il suo carattere in principio fortemente realistico assume poi sempre più connotazioni mistiche, fino a diventar "un giovane di spirito molto fine e delicato", di natura "estetica ed intellettuale".
I propri e sentimenti gli fanno dare uno sguardo duro ed impietoso all'ambiente sociale in cui vive, dissociandolo in certo qual modo dai suoi simili: afferma ripetutamente che lui è diverso dagli altri alunni. Ad un certo momento farà visita anche ad una prostituta.
- Beineberg

Basa le proprie azioni su una personale interpretazione dell'induismo e della sua dottrina di distacco dalla realtà mondana in quanto tutto ciò ch'è materiale si rivela illusione-Māyā: ciò lo giustifica davanti a se stesso per tutti gli 'esperimenti ipnotici' e torture inflitti a Basini. La sua fredda tirannia, da perfetto padrone, lo porta a provare quanto lontano possa riuscire a giungere la vittima nella sopportazione prima che il suo carattere debole ed anti-virile si rompa definitivamente.
Opera come un nichilista nemico della morale cristiana e riflette, anche se in forma piuttosto confusa, in pensieri ed azioni l'ideale del superuomo propugnato da Nietzsche.
- Reiting

Fortemente interessato alla carriera militare, vorrebbe il prima possibile diventare un ufficiale. Per lui Basini rappresenta nient'altro che un subalterno, sopra cui si può scaricare tutta la rabbia e le frustrazioni; esercita la sua sete di potere sul compagno come esercitazione, al fine d'acquisire esperienza per la propria futura carriera: questa la giustificazione che si dà.
Proveniente da una famiglia di piccola estrazione sociale, vede la formazione militare come l'unica opportunità di carriera nella vita; esprime un carattere insensibile ai limiti della disumanità.
- Basini

Inizialmente subisce abusi e violenze come punizione per aver rubato; ma ben presto pare accettare di buon grado e supinamente tutto ciò che gli viene inflitto: ha un carattere intimamente masochista. Bugiardo, mente nei riguardi delle proprie condizioni sociali per non far sapere che proviene da una famiglia popolare; il senso d'inferiorità che prova, causato anche dalla sua condizione di omosessuale, lo costringe a cadere sempre più in basso di fronte ai compagni.
- Principe H.

Giovane allievo compagno di Törless. Per il comportamento raffinato, la parlantina elegante, il suo aspetto più aristocratico lo rendono in qualche modo differente ed isolato; Torless è l'unico che sembra capirlo, grazie anche alla comune passione ed abilità nella matematica, rimanendo affascinato da questo "tipo di persona dolce e morbida". L'allontanamento da lui segna per il protagonista l'inizio della 'confusione', del turbamento.

## Il significato dell'opera
Un esame più accurato deriva dalla traduzione del titolo: Die Verwirrungen des Zöglings Törleß, che non può essere limitato a “Il giovane Törless” comune ad alcune traduzioni italiane; ciò sminuirebbe l'importanza di focalizzarsi sull'intimo dei sentimenti ben descritti da Musil. "Turbamento": tale parola è una chiave dell'intero libro che contiene in sé una filosofia densa di richiami, da Jean-Jacques Rousseau ad Immanuel Kant ed Arthur Schopenhauer.
In Italia l'opera è anche conosciuta col titolo I turbamenti del giovane Törless, mentre in realtà la traduzione migliore del titolo sarebbe I turbamenti dell'allievo Törless. Quest'ultima infatti renderebbe più chiaro un aspetto sicuramente non tralasciato da Musil, cioè il fatto che il giovane sia allievo della sua stessa vita: ovvero, il tema della crescita con le conseguenti esperienze emotive che essa comporta (dalla nostalgia dei genitori al vuoto interiore, l'esperienza col principe, la conclusione di tale rapporto di amicizia, per poi colmare il vuoto con degli amici più “irrequieti” essendone in un certo qual modo anche affascinato, fino alla fuga finale come simbolo di piena presa di coscienza).
Il romanzo, forse in modo un po' riduttivo, potrebbe essere definito come la lotta di un adolescente per capire cosa è bene e cosa è male. Torless conosce il male e capisce come evitarlo. Infatti, dopo essere stato ammaliato dagli istinti animali e primordiali insiti in ogni uomo, riconosce che diventare un vero uomo significa proprio saper convivere con tali istinti tenendoli a freno.
Il personaggio, va pure detto, è allievo di una accademia militare. La scelta di una accademia di tipo militare potrebbe anche non essere casuale, ma richiamare invece alla mente una atmosfera prebellica, simile a quella percepita da Musil: “turbata”, o, per usare le parole di Freud, “unheimlich” (perturbante). Tale ambientazione, chiusa al suo interno è ottima per una buona riflessione. Si noti infatti come l'hic et nunc che costituiscono la causa stessa dell'infelicità umana narrata nel racconto arrivano ad una svolta quando il giovane lascia l'istituto, quasi come simbolo di maturazione. Il concetto dell'ottuso accademismo dell'epoca è ripreso dall'enorme razionalismo adottato dal personaggio, incapace di accettare argomenti astratti come la religione (motivo questo che lo porta ad un diverbio acceso con l'amico principe), oppure l'incapacità di comprendere i numeri immaginari.

### Altre considerazioni
I turbamenti sono percepiti sia dall'autore che dal personaggio. Prendiamo come esempio la scelta dei nomi: il cognome Törless viene etimologicamente interpretato come "senza porta", ossia chiuso e riservato, blindato (senza porta ma murato) fino all'eccesso, tale da non permettere a nessuno, genitori inclusi, lettore escluso, di forzare il suo essere introverso. In questo un merito speciale va sicuramente all'abilità descrittiva di Musil, che evita a tale fine di esplicitare il nome di battesimo.
Per quanto riguarda Basini, la scelta di un cognome italiano per il cadetto più “debole”, tormentato e seviziato, lascia intendere una presunta inferiorità di alcuni popoli da soggiogare e da dominare. Quest'affermazione è comunque non confermata dall'obiettiva valutazione dell'epoca in questione. Infatti gli Italiani d'Austria-Ungheria non erano una minoranza soggiogata; erano pienamente partecipi dell'amministrazione e della cultura mitteleuropea. L'esercito asburgico aveva molti generali di lingua italiana, ed all'armistizio di Villa Giusti l'impero fu rappresentato anche dal Tenente Ruggera, di lingua italiana.

## Edizioni

### Edizione originale
- Die Verwirrungen des Zöglings Törleß, 1906.

### Traduzioni italiane
- Il giovane Törless, traduzione di Giorgio Zampa, Milano: Lerici, 1959; Milano: Feltrinelli, 1965 (coll. "UEF"); con un'introduzione di Giorgio Zampa, Milano: Rizzoli, 1974, 1988, 1999, 2012 (coll. "BUR", ISBN 88-17-15095-9); Milano: SE, 2013-2019 (coll. "Assonanze" n.13).
- Il giovane Törless, introduzione e traduzione di Bianca Cetti Marinoni, Milano: Garzanti, 1978, 1992, 2019 (coll. "I grandi libri" n.215, ISBN 88-11-58215-6).
- I turbamenti del giovane Törless, traduzione di Anita Rho, Torino: Einaudi, 1983 (coll. "Nuovi coralli); 1990-1997 (coll. "ET"); a cura di Bianca Cetti Marinoni, con testo originale a fronte, Torino: Einaudi, 2003 (coll. "ET", ISBN 88-06-16063-X); Einaudi, 2008 (coll. "ET Classici").
- I turbamenti del giovane Törless, traduzione di Giulio Schiavoni, Milano: Arnoldo Mondadori Editore, 1987, 1992 (coll. "Oscar classici moderni" n.57, ISBN 88-04-36145-X).
- I turbamenti dell'allievo Törless, traduzione e cura di Enrico Ganni, introduzione di Franco Marcoaldi, Milano: Feltrinelli, 1994, 2004 (coll. UE, ISBN 88-07-82106-0).
- I turbamenti del giovane Torless. I riti di iniziazione dell'adolescenza, traduzione e presentazione di Anna Corbella Ortalli, Bussolengo: Demetra, 1994 (coll. "Acquarelli").
- Il giovane Torless, introduzione di Italo Alighiero Chiusano, traduzione di Andrea Landolfi, Roma: Newton Compton, 1995 (coll. "Biblioteca economica Newton", ISBN 88-7983-798-2); ivi, 2019.
- I turbamenti dell'allievo Törleß, a cura di Fabrizio Cambi, Venezia: Marsilio, 2006 (coll. "Gli elfi", ISBN 88-317-8879-5).